# Tomas Walsh
Tomas Walsh, född den 1 mars 1992 i Timaru, är en nyzeeländsk friidrottare med inriktning på kulstötning. Han innehar nations- och kontinentrekorden såväl inomhus som utomhus. Han tog brons vid inomhusvärldsmästerskapen 2014 och guld vid dessa mästerskap 2016.
Vid olympiska sommarspelen 2016 i Rio de Janeiro tog Walsh brons i kulstötning. Vid olympiska sommarspelen 2020 i Tokyo tog han återigen brons i kulstötning.